# Tumult Toruński (1989)
Tumult Toruński ’89: „Sztuka poza centrum” – wystawa prac 264 studentów, absolwentów Wydziału Sztuk Pięknych Uniwersytetu Mikołaja Kopernika w Toruniu oraz artystów związanych z Toruniem. Wystawa odbyła się jesienią 1989 roku w Ratuszu Staromiejskim w Toruniu. Otwarciu towarzyszyły koncerty, pokazy i happeningi. Otwarcie ekspozycji poprzedzone było spektaklem przygotowanym przez teatr plastyczny „TeArt”, założony i prowadzony przez Kazimierza Rocheckiego.
Organizatorami całości przedsięwzięcia byli Leszek Kucz i Marek Żydowicz.
Po wystawie Fundacja Toruńskiej i Pomorskiej Sztuki Współczesnej „TUMULT” wydała katalog „Tumult Toruński '89 - Sztuka poza centrum; przegląd toruńskiej plastyki ostatniej dekady wrzesień-październik 1989” z tekstem autorstwa Marka Żydowicza. Katalog miał objętość 243 stron.

## Uczestnicy
A B C D G H I J K L Ł M N O P R S T U W Z Ż
W wystawie udział wzięli:

### A
- Marek Abramowicz
- Halina Andraszek-Cholewka
- Mieczysław Antuszewicz
- Tomasz Awdziejczyk

### B
- Jan Baczyński
- Barbara Bałdyga
- Stanisław Bałdyga
- Anna Barbarowicz
- MarekBasiul
- PiotrBędkowski
- Maria Białoborska
- Krzysztof Białowież
- Andrzej Cezary Bińkowski
- Anna Bochenek
- Waldemar Bochniarz
- Tomasz Bohdziewicz
- Roman Borawski
- Stanisław Borysowski
- Jerzy Brzuskiewicz
- Hanna Brzuszkiewicz
- Krystyna Buczkowska
- Andrzej Budziak
- Halina Budziszewska

### C
- Krzysztof Cander
- Tadeusz Chełmiński
- Bogdan Chmielewski
- Witold Chmielewski
- Danuta Ciechanowska
- Krzysztof Cieślak
- Paweł Cywiński
- Bernard Czarnecki
- Marek Czarnecki
- Zbigniew Czarnecki

### D
- Joanna Dadasiewicz
- Krystyna Dąbrowiecka-Borysowska
- Zofia Dąbrowska
- Dariusz Deiik
- Aleksandra Ludwika Domanowska

### G
- Roman Galiński
- Wojciech Gałek
- Tadeusz Gapiński
- Janina Gardzielewska
- Zygfryd Gardzieiewski
- Mirosław Garniec
- Wojciech Gawor
- Andrzej Gier
- Andrzej Giiman
- Marek Głowacki
- Piotr Gojowy
- Ewa Gordon
- Andrzej Goss
- Andrzej Guttfeld
- Adolf Gwozdek

### H
- Leszek Harasimowicz
- Bernadeta Herman
- Janusz Hetman
- Marek Hoffmann
- Tomasz Hoffmann

### I
- Paweł Iciak
- Paweł Iwaniak

### J
- Joanna Jakubczyk
- Teresa Jakubowska
- Sławomir Janiak
- Bernardyna Jaskólska-Mnlchowska
- Jacek Jerka
- Cezary Jędrzejewski
- Maciej Józefowicz
- Witold Jurkiewicz

### K
- Adam Michał Kaczmarek
- Alina Kaczmarek
- Andrzej Kałucki
- Małgorzata Kapłan
- Tomasz Karasiewlcz
- Leszek Kiljański
- Małgorzata Klukaczewska
- Piotr Klugowski
- Maria Kłosińska
- Michał Kokot-Cogotte
- Adam Kołodziej
- Barbara Konczalska
- Mariusz Konczalski
- Mikołaj Konczalski
- Janusz Konecki
- Jan Kontek
- Beata Kornicka-Konecka
- Bożena Koslcka-Plech
- Joanna Kossuth-Czamecka
- Izolda Kotlarczyk
- Józef Kotlarczyk
- Zygmunt Kotlarczyk
- Jacek Wiktor Kowalski
- Władysław Kozioł
- Wojciech Kozioł
- Józef Kozłowski
- Waldemar Kozub
- Lech Kruczała
- Marla Krupska
- Andrzej Krzywka
- Ryszard Krzywka
- Lech Kubiak
- Czesław Kuchta
- Andrzej Kvich
- Bombela Kvich
- Leszek Kucz
- Sabina Kusz

### L
- Iwona Langowska
- Zbigniew Lengren
- Paweł Lewandowski-Palle
- Jerzy Leżański
- Katarzyna Ludwiczak

### Ł
- Konstanty Łyskowski

### M
- Tadeusz Majewski
- Tadeusz Marciniak
- Bogdan Marszeniuk-Mars
- Barbara Matuszewska-Nowicka
- Iwona Mazur
- Krzysztof Mazur
- Michał Mazur
- Hanna Michalska
- Danuta Michałowska
- Roman Michałowski
- Witold Michorzewski
- Ewa Mika
- Antoni Mikołajczyk
- Tadeusz Miłkowski
- Jacek Mirczak
- Ryszard Mirowski
- Emilia Miura
- Włodzimierz Mońka
- Andrzej Moskaiuk
- Edward Moszyński
- Urszula Mróz-Niemiro

### N
- Barbara Narębska-Dębska
- Marek Dariusz Nierzwicki
- Bożena Niewiarowska-Miler
- Aleksy Nowak
- Wojciech Nowicki

### O
- Wojciech Ociesa
- Zbigniew Ogielski
- Stanisława Olszańska-Marszałek
- Hanna Osowicka-Kozarzewska

### P
- Zbigniew Pachulski
- Ewa Pankiewicz
- Yach Paszkiewicz
- Krystyna Pawłowska-Bernacka
- Bronisław Pietruszkiewicz
- Edgar Pili
- Halina Piotraszewska
- Józef Wawrzyniec Piotraszewski
- Mirosław Cezary Piotrowski
- Danuta Pisarek-Dassara
- Grzegorz Pleszyński
- Jadwiga Plewa
- Danuta Plucińska-Szumińska
- Dorota Podlaska
- Maria Pokorska
- Zofia Popielarz
- Janusz Popławski
- Maria Popowska
- Bogumiła Pręgowska
- Jan Pręgowski
- Jarosław Prysak
- Bogdan Przybyliński
- Małgorzata Puciata
- Jerzy Puciata

### R
- Elżbieta Radzikowska
- Teresa Radziwanowicz-Adamowaka
- Elżbieta Rakoczy-Kucz
- Marta Raplewicz
- Zbigniew Raplewicz
- Marek Reddigk
- Stanisław Wojciech Reszkiewicz
- Józef Robakowski
- Kazimierz Rocheckł
- Mirosława Rochecka
- Roman Rok
- Andrzej Różycki
- Włodzimierz Rudnicki
- Zbigniew Rudółff
- Adolf Ryszka
- Wojciech Rządkiewicz

### S
- Edward Saliński
- Maciej Sałański
- Maria Serwińska-Guttfeld
- Zofia Sługocka
- Maria Sierosławska-Furs
- Wojciech Sikorski
- Józef Słobosz
- Mirosław Smoktunowicz
- Wiesław Smużny
- Maksymilian Snoch
- Tomasz Sobecki
- Ewa Sobocińska
- Marek Sobociński
- Czesław Sobociński
- Zdzisław Sobocki
- Lidia Sokal-Wereszczyńska
- Danuta Sowińska-Warmbier
- Wieczysław Stasiak
- Zbigniew Stec
- Barbara Steyer
- Józef Stolorz
- Dariusz Stopikowski
- Renata Stremlau
- Małgorzata Stróżek
- Joanna Strzelecka
- Agnieszka Studzińska
- Krystyna Szalewska
- Wiesław Szamocki
- Marek Szary
- Marek Szczęsny
- Barbara Szeptuch
- Zdzisław Szmidt
- Piotr Szmytkiewicz
- Zofia Szreffel
- Szymon Szumiński

### T
- Jan Juliusz Tajchman
- Grażyna Tarkowska-Moskaluk
- Bogusław Tomczak
- Lidia Tomczak
- Michał Trager
- Gabriela Trynklerz-Kwiatkowska
- Olgierd Turek
- Kazimierz Twardowski
- Janina Twardy
- Włodzimierz Tyc

### U
- Anna Ujma
- Ewa Urniaż-Szymńska

### W
- Paweł Wakuła
- Krzysztof Walczewski
- Mirosław Wangin
- Jerzy Wardak
- Teresa Warian-Ostrowska
- Leszek Warmbłer
- Marla Ważbińska
- Andrzej Wąsik
- Katarzyna Wesołowska-Karasiewicz
- Leszek Wieczorek
- Izabela Wieczorek
- Ewa Wlślińska-Ofszewska
- Elżbieta Wiśniewska
- Mieczysław Wiśniewski
- Cecylia Wiśniewska-Mackiewicz
- Andrzej Wojciechowski
- Małgorzata Wojnowska-Sobecka
- Lech Wolski
- Waldemar Woźniak

### Z
- Marek Zacharski
- Lucjan Zamel
- Dariusz Zajman
- Grażyna Zielińska
- Stella Zielińska
- Georg Zimmer
- Mieczysław Ziomek
- Bogusław Ziółkowski
- Ewa Zuzelska

### Ż
- Adam Żebrowski
- Waldemar Żuchnicki
- Grażyna Żytyńska